# یوخاری زیخور
یوخاری زیخور (به ترکی آذربایجانی: Yuxarı Zeyxur) یک منطقه مسکونی در جمهوری آذربایجان است که در شهرستان قوسار واقع شده است. یوخاری زیخور ۱۰۲۰ نفر جمعیت دارد.